# The Best of Steppenwolf - Born to Be Wild
The Best Of Steppenwolf - Born To Be Wild est la dixième compilation du groupe de rock canadien Steppenwolf. Elle est parue le 22 février 1999 sur le label MCA Records et regroupe des titres des albums sortis avant la première séparation du groupe en 1972.

## Musiciens
- John Kay : chant sur tous les titres
- Jerry Edmonton : batterie, percussions, chœurs sur tous les titres
- Michael Monarch : guitares, chœurs sur les titres 1, 2, 3, 4, 5, 6, 7, 8, 9, 10 & 18
- Goldy McJohn : claviers sur tous les titres
- Rushton Moreve : basse, chœurs sur les titres 1, 2, 3, 4, 6, 7, 9 & 10
- Nick St.Nicholas : basse sur les titres 5, 8, 12, 15, 17 & 18
- Lary Byrom : guitares, chœurs sur les titres 11, 12, 15 & 17
- George Biondo : basse, chœurs sur les titres 11, 13 & 14
- Kent Henry : guitares sur les titres 13 & 14

## Liste des titres
| No  | Titre                                                 | Auteur                                | Durée      |
| --- | ----------------------------------------------------- | ------------------------------------- | ---------- |
| 1.  | Born to Be Wild (de Steppenwolf, 1968)                | Mars Bonfire                          | 3 min 29 s |
| 2.  | Magic Carpet Ride (de Steppenwolf the Second, 1968)   | John Kay / Rushton Moreve             | 4 min 28 s |
| 3.  | Don't Step On the Grass, Sam (de The Second, 1968)    | Kay                                   | 5 min 40 s |
| 4.  | Sookie Sookie (de Steppenwolf, 1968)                  | Don Covay / Steve Cropper             | 3 min 14 s |
| 5.  | Rock Me (de At Your Birthday Party, 1969)             | Kay                                   | 3 min 39 s |
| 6.  | The Pusher (de Steppenwolf, 1968)                     | Hoyt Axton                            | 5 min 49 s |
| 7.  | Your Wall's Too High (de Steppenwolf, 1968)           | Kay                                   | 5 min 43 s |
| 8.  | Jupiter's Child (de At Your Birthday Party, 1969)     | Kay /Jerry Edmonton / Michael Monarch | 3 min 22 s |
| 9.  | Desperation (de Steppenwolf, 1968)                    | Kay                                   | 5 min 45 s |
| 10. | Everybody's Next One (de Steppenwolf, 1968)           | Kay / Gabriel Mekler                  | 2 min 57 s |
| 11. | Snowblind Friend (de Steppenwolf 7, 1970)             | Hoyt Axton                            | 3 min 52 s |
| 12. | Move Over (de Monster, 1969)                          | Kay / Mekler                          | 2 min 53 s |
| 13. | For Ladies Only (de For Ladies Only, 1971)            | Kay / Edmonton / McJohn / Monarch     | 3 min 37 s |
| 14. | Ride With Me (de For Ladies Only, 1971)               | Mars Bonfire                          | 3 min 21 s |
| 15. | Hey Lawdy Mama (single, 1970)                         | Kay / Edmonton / Larry Byrom          | 2 min 55 s |
| 16. | Monster (de Monster, 1969)                            | Kay / Edmonton                        | 3 min 56 s |
| 17. | Screaming Night Hog (single, 1970)                    | Kay                                   | 3 min 14 s |
| 18. | It's Never Too Late (de At Your Birthday Party, 1969) | Kay / St.Nicholas                     | 3 min 02 s |